# Abalos Undae
Le Abalos Undae sono una struttura geologica della superficie di Marte.